# درگیری هوایی ایران و عربستان سعودی (۵ ژوئن ۱۹۸۴)
درگیری هوایی ایران و عربستان سعودی یک نبرد هوایی بود که در نزدیکی جزیره عربی در خلیج فارس رخ داد. دو فروند فانتوم اف-۴ متعلق به نیروی هوایی ارتش ایران از پایگاه هوایی بوشهر (پایگاه ششم شکاری بوشهر که با نام یاسینی شناخته می شود) برای حمله به نفت‌کش‌های عراقی به حریم هوایی عربستان سعودی نفوذ کردند. این هواپیماها توسط یک بوئینگ ئی-۳ سنتری نیروی هوایی ایالات متحده ردیابی شدند و دو فروند مک‌دانل داگلاس اف-۱۵ ایگل سعودی را برای رهگیری جنگنده‌های ایرانی هدایت کردند. سعودی‌ها یک فروند اف-۴ فانتوم ایرانی را سرنگون کردند و ستوان یکم همایون حکمتی و افسر سیستم‌های تسلیحاتی سید سیروس کریمی جان خود را از دست دادند. هواپیمای دوم اف-۴ علی‌رغم آسیب‌دیدگی، توانست در فرودگاه کیش فرود اضطراری انجام دهد. با این حال این هواپیما قابل تعمیر نبود و به سرویس بازگردانده نشد. این امر باعث شد که ایرانی‌ها ۱۱ فروند اف-۴ دیگر را از بوشهر به پرواز درآورند. در پاسخ، نیروی هوایی سلطنتی عربستان ۱۱ فروند اف-۱۵ دیگر را به پرواز درآورد. با مشاهده این موضوع، جنگنده‌های ایرانی، عقب‌نشینی کردند و متعاقباً جنگنده‌های عربستان، به پایگاه خود بازگشتند. البته گفتنی است که پس ساقط شدن جنگنده فانتوم، یک فروندگرامن اف-۱۴ تام‌کت با کمک لاکهید سی-۱۳۰ هرکولس ملقب به خفاش، بر روی مک‌دانل داگلاس اف-۱۵ ایگل نیروی هوایی سلطنتی سعودی قفل راداری موشک ایم-۵۴ فینیکس  را انجام داد اما بنا به تصمیم پایگاه، از شلیک موشک خودداری کرد تا باعث ایجاد درگیری با کشوری جدیدی نشود. فایل های مربوط به مکالمات راداری خلبان تامکت با هرکولس خفاش و پایگاه هوایی نیز موجود است که عصبانیت بیش از حد خلبان ایرانی از عدم اجازه شلیک فینیکس را بازگو میکند.